# Tadeusz Bazydło
Tadeusz Bazydło (ur. 31 marca 1942 w Szablakach) – generał dywizji Wojska Polskiego w stanie spoczynku.

## Życiorys
Od września 1962 podchorąży Oficerskiej Szkoły Wojsk Pancernych w Poznaniu. Po ukończeniu szkoły został promowany do stopnia podporucznika w korpusie oficerów wojsk pancernych i wyznaczony na stanowisko dowódcy szkolnego plutonu czołgów w 11 pułku czołgów w Giżycku. W latach 1966–1969 był technikiem czołgowym i wykładowcą w kompanii szkolnej, a następnie dowódcą szkolnej kompanii czołgów i starszym pomocnikiem szefa sztabu pułku do spraw operacyjnych (1970–1972). W 1970 ukończył kurs doskonalący w Centrum Doskonalenia Oficerów w Warszawie. W latach 1972–1975 studiował w Akademii Sztabu Generalnego WP. W 1975 został szefem sztabu i zastępcą dowódcy, a w grudniu 1977 dowódcą 11 pułku czołgów. W 1979 dowodzony przez niego pułk otrzymał tytuł przodującego pułku w Warszawskim Okręgu Wojskowym. Pułkiem dowodził do sierpnia 1980. Od 1980 szef sztabu i zastępca dowódcy 1 Warszawskiej Dywizji Zmechanizowanej w Legionowie, od jesieni 1980 w stopniu podpułkownika.
W latach 1982–1984 studiował w Wojskowej Akademii Sztabu Generalnego Sił Zbrojnych ZSRR im. K. Woroszyłowa w Moskwie, po której ukończeniu został awansowany do stopnia pułkownika. Przez rok pozostawał w dyspozycji dowódcy Pomorskiego Okręgu Wojskowego, a w 1985 został ostatnim dowódcą 10 Sudeckiej Dywizji Pancernej w Opolu. Dowodzona przez niego dywizja była dwukrotnie wyróżniania przez ministra obrony narodowej tytułem „Przodującego Związku Taktycznego WP” (w 1987 i 1988 roku). 15 września 1988 Rada Państwa mianowała go na stopień generała brygady. Nominację wręczył mu w Belwederze 11 października 1988 przewodniczący Rady Państwa gen. armii Wojciech Jaruzelski. We wrześniu 1989 został zastępcą dowódcy Śląskiego Okręgu Wojskowego we Wrocławiu do spraw liniowych, a we wrześniu 1992 został mianowany na dowódcę Pomorskiego Okręgu Wojskowego (1992–2000). 16 października 1992 Prezydent RP na mocy postanowienia nadał mu stopień generała dywizji. Nominację wręczył w mu w Belwederze 9 listopada 1992 Prezydent RP Lech Wałęsa.
W 1990 zainicjował kontakty WP z oficerami Bundeswehry. Współpracował z okręgami wojskowymi i korpusami wojsk Niemiec, Danii, Norwegii oraz dowództwem wojsk obwodu królewieckiego. Współtwórca idei powołania Wielonarodowego Korpusu Północno-Wschodniego. Wielokrotnie prowadził ćwiczenia dowódczo-sztabowe na terytorium RP oraz z wojskami sojuszniczymi. We wrześniu 2000 roku poprosił ministra obrony narodowej Bronisława Komorowskiego o przeniesienie w stan spoczynku.

## Odznaczenia
- Krzyż Oficerski Orderu Odrodzenia Polski (2000)[4]
- Krzyż Kawalerski Orderu Odrodzenia Polski (1986)
- Złoty Krzyż Zasługi (1978)
- Złoty Medal „Siły Zbrojne w Służbie Ojczyzny” (1979)
- Srebrny Medal „Siły Zbrojne w Służbie Ojczyzny”
- Brązowy Medal „Siły Zbrojne w Służbie Ojczyzny”
- Złoty Medal „Za zasługi dla obronności kraju” (1982)
- Srebrny Medal „Za zasługi dla obronności kraju”
- Brązowy Medal „Za zasługi dla obronności kraju”
- Złoty Krzyż Bundeswehry (Niemcy, 1999)
- inne odznaczenia i medale

## Awanse
W trakcie wieloletniej służby w Wojsku Polskim otrzymywał awanse na kolejne stopnie wojskowe:
- podporucznik – 1965
- porucznik – 1968
- kapitan – 1972
- major – 1977
- podpułkownik – 1980
- pułkownik – 1984
- generał brygady – 1988
- generał dywizji – 1992

## Życie prywatne
Syn Bronisława i Heleny z domu Kozioł. Mieszka w Bydgoszczy. Żonaty z Genowefą z domu Brzozowską, dwoje dzieci.